# Elektrárna města Smíchova
Elektrárna města Smíchova je zaniklá elektrárna v Praze 5, která stála na rohu ulic Svornosti a Jindřicha Plachty. Při ulici Jindřicha Plachty se nachází její původní elektrocentrála. Od roku 1923 ji vlastnily Elektrické podniky, poté areál přešel na Pražskou energetiku, a.s.

## Historie
Elektrárna zahájila provoz 28. září 1897 a až do roku 1930 byla její rozvodná síť stejnosměrná.
Roku 1930 přestala do sítě dodávat proud a sloužila pouze jako tramvajová měnírna. Do roku 1970 vytápěly její kotle okolní budovy.
Popis
Přízemní objekt elektrocentrály navrhl arch. Šafránek. K němu roku 1909 přistavěl arch. Karel Hajný patrovou část včetně dvou podlaží administrativní budovy v ulici Svornosti. Roku 1926 arch. Vahala administrativní budovu přestavěl a zvýšil.
Strojní zařízení elektrárně dodaly Ringhofferovy závody. Elektrárna měla vlastní komín, který byl zbořen mezi lety 1989 až 1996.